# Svartitindur
Svartitindur är en bergstopp i republiken Island. Den ligger i regionen Västlandet, 40 km norr om huvudstaden Reykjavík. Toppen på Svartitindur är 724 meter över havet.
Trakten runt Svartitindur är nära nog obefolkad, med mindre än två invånare per kvadratkilometer. Närmaste större samhälle är Borgarnes, nära Svartitindur. Trakten runt Svartitindur består i huvudsak av gräsmarker.